# Крістіан Райхерт
Крістіан Райхерт (нім. Christian Reichert; нар. 7 лютого 1985, Вюрцбург, Баварія, ФРН) — німецький плавець.